# Рыбкино (Оренбургская область)
Ры́бкино — село в Новосергиевском районе Оренбургской области России. Административный центр Рыбкинского сельсовета.

## История
Рыбкино — самое южное поселение России с мордовским этническим большинством. Оно было основано в 1805 году переселенцами из одноимённого села в нынешнем Ковылкинском районе Республики Мордовия.

## География
Село находится на западе центральной части Оренбургской области, в пределах возвышенности Общий Сырт, в степной зоне, на берегах реки Кинделя, на расстоянии примерно 31 км (по прямой) к юго-востоку от Новосергиевки, административного центра района. Абсолютная высота — 170 м над уровнем моря.
Климат
Климат характеризуется как резко континентальный с продолжительной морозной зимой и относительно коротким жарким сухим летом. Среднегодовая температура составляет 4,5 °C. Средняя температура воздуха самого тёплого месяца (июля) — 21,5 °C (абсолютный максимум — 42 °C); самого холодного (января) — −15 °C (абсолютный минимум — −44 °C). Безморозный период длится около 145 дней. Среднегодовое количество атмосферных осадков составляет 350—400 мм, из которых 221 мм выпадает в тёплый период. Продолжительность снежного покрова составляет 139—140 дней.
Часовой пояс
Село Рыбкино, как и вся Оренбургская область, находится в часовой зоне МСК+2. Смещение применяемого времени относительно UTC составляет +5:00.

## Население
| 2010 |
| ---- |
| 907  |

Половой состав
По данным Всероссийской переписи населения 2010 года, в половой структуре населения мужчины составляли 48 %, женщины — соответственно 52 %.
Национальный состав
Согласно результатам переписи 2002 года, в национальной структуре населения русские составляли 33 % из 1005 чел.

## Известные уроженцы
- Чернышёв, Алексей Андреевич (род. 1939) — советский и российский государственный деятель.